# Eryk (książę Västmanland)
Erik Gustaf Louis Albert (ur. 20 kwietnia 1889 w pałacu Drottningholm, zm. 20 września 1918 w Sztokholmie) – książę Västmanland, książę Szwecji a także do 1905 książę Norwegii, z dynastii Bernadotte.
Urodził się jako najmłodszy z trzech synów następcy tronu Szwecji i Norwegii, księcia Värmland Gustawa (przyszłego króla Szwecji Gustawa V) i jego żony księżnej (późniejszej królowej) Wiktorii. W Szwecji oraz Norwegii panował wówczas jego dziadek król Oskar II. W 1905 unia personalna  tych krajów została zerwana. Jego starszym bratem był przyszły król Szwecji Gustaw VI Adolf. Książę Eryk zmarł bezżennie i bezpotomnie.
21 stycznia 1904 został odznaczony Orderem Lwa Norweskiego.